# MicroSPARC
A microSPARC (kódnevén „Tsunami”) egy 32 bites, SPARC V8 utasításkészlet-architektúrát (ISA) implementáló mikroprocesszor, amelyet a Sun Microsystems fejlesztett ki 1992-ben. Ez egy alsókategóriás mikroprocesszor, amelyet belépő szintű munkaállomásokban és beágyazott rendszerekben történő felhasználásra szántak. Magát a mikroprocesszort a Sun fejlesztette ki, de a lebegőpontos egység a Meiko Scientific licence alapján készült. A processzor belsőleg Harvard-architektúrájú. A csipeket a Texas Instruments gyártotta TMS390S10 jelölés alatt, 0,8 µm-es CMOS technológiával. A processzor 800 000 tranzisztort tartalmaz.
A microSPARC típusnak két leszármazottja van: a microSPARC-II és a microSPARC-IIep. A microSPARC-IIep egy 100 MHz-es órajelű microSPARC-II egy integrált PCI vezérlővel, beágyazott rendszerek számára. Ezt az LSI Logic cég fejlesztette és gyártotta a Sun-nak. A microSPARC II már 0,50 µm-es csíkszélességű, 3 fémrétegű CMOS technológiával készült. Ezt a processzort a Sun a JavaStation Network Computer-ekben használta fel.

## Technikai adatok
| név (kódnév)           | modell                        | órajel- frekvencia (MHz) | arch. verzió | év   | szálak össz. | eljárás (µm) | tranzisztorok (millió) | lapkaméret (mm²) | be-/kimeneti lábak | fogyasztás (W) | feszültség (V) | L1 Dcache (k) | L1 Icache (k) | második szintű gyorsítótár (k) | harmadik szintű gyorsítótár (k) |
| ---------------------- | ----------------------------- | ------------------------ | ------------ | ---- | ------------ | ------------ | ---------------------- | ---------------- | ------------------ | -------------- | -------------- | ------------- | ------------- | ------------------------------ | ------------------------------- |
| microSPARC I (Tsunami) | TI TMS390S10                  | 40–50                    | V8           | 1992 | 1×1=1        | 0.8          | 0.8                    | 225              | 288                | 2.5            | 5              | 2             | 4             | nincs                          | nincs                           |
| microSPARC II (Swift)  | Fujitsu MB86904 / Sun STP1012 | 60–125                   | V8           | 1994 | 1×1=1        | 0.5          | 2.3                    | 233              | 321                | 5              | 3.3            | 8             | 16            | nincs                          | nincs                           |

- TI microSPARC I
- Sun microSPARC II

## Fordítás
Ez a szócikk részben vagy egészben  a   microSPARC című angol Wikipédia-szócikk ezen változatának fordításán alapul.  Az eredeti cikk szerkesztőit annak laptörténete sorolja fel. Ez a jelzés csupán a megfogalmazás eredetét és a szerzői jogokat jelzi, nem szolgál a cikkben szereplő információk forrásmegjelöléseként.